# Kadlebalu, Davanagere
Kadlebalu là một làng thuộc tehsil Davanagere, huyện Davanagere, bang Karnataka, Ấn Độ.